# La cuñada
La Cuñada fue una telenovela argentina protagonizada por María Valenzuela, Daniel Fanego y Gustavo Garzón. Debutó en Canal 9 Libertad desde el 2 de enero hasta el 31 de diciembre de 1987.

## Argumento
Basada en libros de Alberto Migré, la historia tuvo la particularidad de colocar como heroína a la cuñada, quizás uno de los estereotipos familiares más cuestionados. Ella tiene además una profesión atípica: es taxista. Y vive una existencia atravesada por los conflictos amorosos entre dos hombres y las penurias económicas. En la telenovela, además, asomaron problemáticas ligadas a la historia argentina reciente. Precisamente "la cuñada" tiene un marido desaparecido durante la dictadura militar.

## Cortina musical
El tema de apertura es "Yo vengo a ofrecer mi corazón" de Fito Páez interpretado por Mercedes Sosa.

## Elenco
La telenovela contó con un elenco de importantes figuras, entre los que se destacaron Ana María Campoy, Patricia Palmer, Adriana Gardiazabal, Esther Goris, Dora Ferreiro, Gustavo Guillén, Fernando Lúpiz, Jorge Sobral, Cacho Espíndola, Inés Moreno, Marcelo Sobredo, Gloria Ugarte, Alberto Mazzini, Rubén Ballester, Marcelo Dos Santos, Patricia Linares, Daniel Lemes, Carlos Mena, Claudia Carpena, Gloria Raines, entre otros.

## Equipo técnico
- Sonido- musicalización: Hugo Pérez
- Escenografía: Rubén Greco
- Iluminación: Felipe Polcaro
- Asistente de dirección: Ruben Da Matta
- Producción: Mario Santa Cruz
- Dirección: Alejandro Moser, (últimos meses: Jorge Montero)
- Relator: Julio César Barton
- Vestuario: Alicia y Estela Flores

## Reconocimiento
La telenovela tuvo alto niveles de audiencia y María Valenzuela fue galardona con el premio Martín Fierro por su interpretación actoral. Así mismo, la telenovela fue galardonada por el "Premio Martín Fierro al Mejor Teleteatro episódico" en 1987, siendo además una nueva edición de los premios que no se entregaban desde 1975.
| Año  | Premios               | Categoría                  | Nominados | Resultado |
| ---- | --------------------- | -------------------------- | --------- | --------- |
| 1987 | Premios Martín Fierro | Mejor Teleteatro episódico | La cuñada | Ganadora  |